# Disney's Story Studio: Mulan
Disney's Animated Storybook: Mulan est un jeu vidéo d'aventure en pointer-et-cliquer, issu de la série des Disney's Animated Storybook basée sur les films Disney. Ce jeu, basé sur le film des Walt Disney Animation Studios Mulan, est développé par Media Station et distribué par Disney Interactive. Il est initialement publié sur Windows et Macintosh le 14 septembre 1998. Une version PlayStation intitulée Disney's Story Studio: Mulan est développée par Revolution Software, et publiée par NewKidCo le 20 décembre 1999. Le jeu est accueilli d'une manière mitigée par la presse spécialisée, qui félicite le design et l'interactivité, et critique son air répétitif et la difficulté des activités.

## Conception
L'idée de Marc Teren, VP du divertissement au sein de Disney Interactive, était de créer des « jeux avec une représentation limpide et juste de leurs propriétés intellectuelles », et de tenter de se capitaliser « de produits ancillaires en des succès filmographiques et théâtraux. » Pour se faire, Teren s'assurera que les jeux étaient bien conçus par des animateurs Disney. Entre décembre 1994 et février 1995, la société recrute 50 nouveaux employés.

## Développement
Disney et Media Station collaborent pour créer 12 000 images d'animation digitale sur chaque jeu, et 300 morceaux et clips vocaux. La musique et effets sonores sont composés, orchestrés, arrangés, édites, mixés et synchronisés à Media Station. Les jeux possèdent 300 images cliquables qui produisent des gags animés, et plusieurs jeux interactifs. L'équipe de doublage comprend les mêmes acteurs que dans les films.

## Système de jeu
Le livre d'histoire animé comprend un système de jeu plus amélioré que ses prédécesseurs ; le joueur navigue à travers la maison de Mulan, le camp de l'armée, Tung Shao Pass, et la cité impériale.

## Accueil
Selon PC Data of Reston, Mulan Animated Storybook Disney est le jeu éducatif le plus vendu sur 11 chaines de ventes de logiciels, représentant 47 % du marché pendant la semaine du 25 juillet 1998.